# 大寨村
大寨村位于山西省晉中市昔阳县大寨镇，地处太行山麓。1964年的一句“工业学大庆，农业学大寨”，使大寨成为自力更生进行农田基本建设的样板被中国政府向全中国农村推广，从而也让大寨在中国闻名几十年。

## 大寨简介
大寨的名称是因为北宋时，宋军在此驻兵抗击辽兵，因此得名。全村共有160多户人家510口人。村东西长约两公里，南北宽约一公里，总面积约为1.88平方公里，海拔为1162.6米。全村共有七百多亩地，但被山梁、沟壑分割成四千八百多块，恶劣的地形俗称“七沟八梁一面坡”。全年无霜期只有五个多月，十年九旱，平均亩产只有七八十斤，自然环境非常恶劣。

## 大寨经济

### 改革前

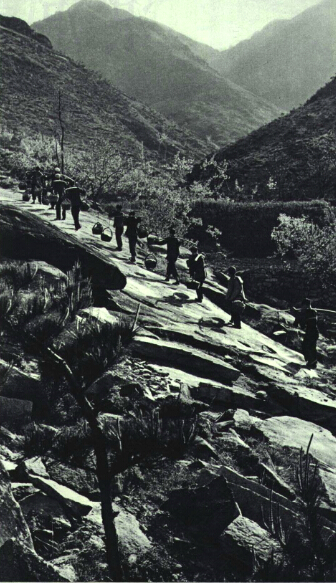
1966年的大寨

1946年成立了互助组，1952年陈永贵担任大寨村的党支部书记。1953年办起了农业生产合作社，1958年又率先成立了人民公社。这一期间在陈永贵的带领下，大寨人从山下担土到山上，造起了旱涝保收的人工梯田，平均个劳动力搬运土石方作业量达1000多立方米，担土80多万担；每人每年担石头880多担，担粪、担庄稼十万斤。1964年2月10日，《人民日报》刊登了新华社记者的通讯报道《大寨之路》，介绍了大寨村的先进事迹，并配发社论《用革命精神建设山区的好榜样》，号召中国人民学习大寨的战天斗地的精神，中国大陆掀起了学习大寨热。

### 改革后
改革开放后，中国大陆的经济由计划经济向市场经济转型，大寨也由家庭联产承包责任制逐步取代了三级所有、队为基础的人民公社体制。1983年大寨推行了农业生产责任制，开办了村办企业，个人也开始搞起了养殖业、运输业。1992年大寨组建了大寨经济开发总公司，建立了年产10万吨的水泥公司，并在相继几年中又发展了十几个企业。大寨村的集体总产值也由1978年的18.56万元增加到1992年的327万元，2005年大寨经济总收入11600万元，年人均收入5500元。大寨的经济总收入中，农业收入仅占0.3%，工业收入占56%，流通业占10%，服务业、旅游业占30%。

## 对中国农业的影响
学大寨运动对于推动全国农村开展农田基本建设，起到了很大的积极作用。但中共中央过分宣传下，中国大陆农村大搞黄土搬家，人造平原等工程，一些领导干部为政绩突出，不结合实际的盲目跟从，搞出了一些面子工程，使得中国大陆的环境受到了很大的破坏。農業學大寨運動當時主要是在冬季農閒時，組織農民進行農田基本建設，興修水利。但在運動中，有許多地方政府追求形式，浪費了許多農村勞動力，沒有達到預期的效果，如有的地方要求農民壘壩必須將石頭鑿成正方，以便好看；有的地方追求糧食產量，強迫農民種植營養成分低但產量高的雜交高粱等；有的地方甚至提出「以無產階級專政的方式進行農業學大寨」，也就是可以向提出不同意見的人施加罪名，不允許任何不同的意見存在。

## 大寨人物
- 陈永贵
- 郭凤莲